# Multilateralizm (politologia)
Multilateralizm – w politologii praktyka koordynowania polityki przez co najmniej trzy państwa. William Diebold wprowadził podział na multilateralizm formalny i faktyczny, a John Gerard Ruggie rozszerzył definicję o aspekt nominalny i jakościowy.
Instytucja multilateralizmu to pewne zasady o zasięgu międzynarodowym, natomiast organizacje multilateralne są to organizacje międzynarodowe skupiające więcej niż dwóch członków. Zasady systemu multilateralnego to:
1. niepodzielność
2. rozszerzona wzajemność
3. ogólne zasady organizujące, w tym zasada niedyskryminacji

W sferze ekonomii przykładem multilateralizmu są umowy wielostronne oparte na klauzuli największego uprzywilejowania. W sferze obronności przykładem są sojusze wojskowe, jak NATO, w którym obowiązuje zasada niepodzielności – atak na jednego z członków oznacza atak na cały sojusz.